# Maria Malatyńska
Maria Malatyńska (ur. 22 kwietnia 1942 w Krakowie) – polska publicystka, krytyk filmowy, wykładowczyni. 

## Praca zawodowa
Absolwentka Wydziału Filologii Polskiej na Uniwersytecie Jagiellońskim. Od 1991 do 2013 pracowała jako wykładowczyni w Państwowej Wyższej Szkole Teatralnej w Krakowie. W latach 1992–1994 była dyrektorem artystycznym Międzynarodowego Festiwalu Filmów Krótkometrażowych w Krakowie (obecnie: Krakowski Festiwal Filmowy). W 2014 była ekspertem Polskiego Instytutu Sztuki Filmowej.
Członek Stowarzyszenia Dziennikarzy Polskich i Stowarzyszenia Filmowców Polskich, a także FIPRESCI - Międzynarodowej Federacji Krytyki Filmowej oraz Polskiej Akademii Filmowej.

## Publikacje
Publikowała na łamach „Życia Literackiego”, „Echa Krakowa”, „Magazynu Filmowego”, później w „Filmie” i „Tygodniku Powszechnym”. Przez 25 lat współpracowała z miesięcznikiem „Kino” i z tygodnikiem „Przekrój”. Jej eseje i wywiady pojawiają się w „Dekadzie Literackiej” i „Odrze”. Jest stałym recenzentem filmowym w „Gazecie Krakowskiej” i w miesięczniku „Kraków”. 
Jest autorką książki Gwiazdozbiór Krakowski. Uczestniczyła też w zbiorowych tomach m.in.: Zbigniew Cybulski - aktor XX wieku, Niemiecki ekspresjonizm filmowy, Sienkiewicz i film, Ku uczczeniu Mickiewicza, I film stworzył kobietę, Himilsbach oraz Post-mosty. Opracowała obszerny tom  wywiadów, wystąpień i komentarzy Andrzeja Wajdy, wydanych pt. Andrzej Wajda, o polityce, o sztuce, o sobie (Wyd. Prószyński i S-ka, 2000). Wydała, wraz z córką, Agnieszką Malatyńską-Stankiewicz, dziennikarką muzyczną, książkę wywiadów z muzykami i filmowcami pt. Scherzo dla Wojciecha Kilara. W 2007 nakładem Wydawnictwa „Znak” wydano obszerny tom jej wywiadów z Jerzym Stuhrem, pt. Ucieczka do przodu! Jerzy Stuhr od A do Z w wywiadach Marii Malatyńskiej.

## Odznaczenia i nagrody
- Srebrny Medal „Zasłużony Kulturze Gloria Artis” (2014)[6]
- Nagroda Krytyki Filmowej im. Karola Irzykowskiego
- Nagroda Fundacji Kultury Polskiej
- Nagroda ZAiKS-u im. Krzysztofa Teodora Toeplitza (2021)[7]